# Christoph Mannowski
Christoph Mannowski war ein deutscher Maler des 17./18. Jahrhunderts in Westpreußen.
Er ist einzig durch die von ihm signierten und 1717 datierten Deckenmalereien in der evangelischen Pfarrkirche in Gnojau, Kreis Marienburg, bekannt.